# Oren Moverman
Oren Moverman (* 4. července 1966 Tel Aviv) je izraelsko-americký filmový režisér a scenárista. Studoval na Brooklyn College. Později pracoval jako novinář. Předtím, než se začal sám věnovat režírování filmů, se podílel na scénářích k filmům Jesus' Son (1999), Tvář (2002) a Beze mě: Šest tváří Boba Dylana (2007). Jeho režijním debutem byl snímek The Messenger (2009). Později natočil několik dalších filmů a rovněž se podílel na scénářích filmů, které nerežíroval. Jako producent se podílel například na filmu Norman: Mírný vzestup a tragický pád stratéga z New Yorku (2015).